# Sadovi (Timiriázeva, Maikop, Adiguesia)
Sadovi (del ruso: Садовый) es un pueblo (posiólok) del raión de Maikop en la república de Adiguesia de Rusia. Está 7 km al sur Tulski y 18 km al sur de Maikop, la capital de la república. Tenía 121 habitantes en 2010.
Pertenece al municipio Timiriazevskoye.